# Масалов, Владислав Евгеньевич
Владислав Евгеньевич Масалов (род. 24 июля 1970) — российский управленец, генеральный директор Объединённой двигателестроительной корпорации (2012—2015), член правления и вице-президент Объединённой авиастроительной корпорации (2015—2017).

## Биография
Родился 24 июля 1970 года в Закарпатской области Украинской ССР.
С 1992 года по окончании финансово-экономического факультета Финансовой академии при правительстве РФ работал специалистом на Московской международной фондовой бирже. В 1990-е годы занимал руководящие посты в ряде крупных коммерческих организаций различных отраслей, в том числе в торговой сети «Арбат-престиж», банке «Старый Кремль», корпорации «Стройпромтех». В 2004—2005 годы — заместитель председателя правления компании «Абсолют», в 2005—2009 — генеральный директор строительной фирмы «Глетчер».
В 2009 году назначен заместителем генерального директора по экономике и финансам НПО «Сатурн». В 2010 году стал исполняющим обязанности генерального директора НПЦ газотурбостроения «Салют», 31 марта 2011 года назначен генеральным директором «Салюта».
С 19 июля 2012 года по 18 июля 2015 года — генеральный директор Объединённой двигателестроительной корпорации.
Осенью 2015 года назначен вице-президентом по гражданской авиации Объединённой авиастроительной корпорации, с весны 2016 года также вошёл в правление корпорации. Покинул пост вице-президента и члена правления ОАК в сентябре 2017 года.

## Деятельность во главе ОДК
Основной результат за период руководства Объединённой двигателестроительной корпорацией — создание и утверждение стратегии развития корпорации до 2025 года, в которой в качестве приоритетных проектов установлены работы по созданию и развитию линейки двигателей ПД-14, разработка двигателей для военной авиации и проектируемых скоростных вертолётов, а также работы по созданию газотурбинных установок для малой энергетики. Также за этот период была проведена реструктуризация — созданы профильные двигателестроительные дивизионы. За время руководства Масалова заметно вырос объём гособоронзаказа, размещённого на предприятиях корпорации, однако организация за этот период так и не вышла на безубыточность.
В июле 2015 года контракт с Масаловым продлён на очередной срок не был, новым генеральным директором ОДК назначен Александр Артюхов, руководивший до этого входящим в корпорацию Уфимским моторостроительным производственным объединением.

## Санкции
8 февраля 2023 года, на фоне вторжения России на Украину, внесён в санкционный список Украины как директор «ОДК-Сатурн», предприятия «осуществляющего разработку и производство ракетного вооружения для нужд вооруженных сил страны-агрессора». 19 мая 2023 года включён в санкционный список Канады «близких соратников режима».

## Общественная работа
Входил в редколлегию журнала «Авиационная промышленность» и в состав экспертного совета премии «Авиастроитель года».